# マルシン工業 (トイガンメーカー)
マルシン工業株式会社（マルシンこうぎょう）は主に遊戯銃を製造・販売する会社である。キャッチコピーは「世界の銃器をより安全に再現する」。前身の丸真ダイカスト工業時代から本業である金属鋳造において、国際産業や軍装品払下げ店の大手、中田商店のモデルガン部門などの下請けを行い、以後本格的に遊戯銃の製造に参入。中田商店の社員であった六人部登（むとべのぼる）による試作品の製品化を中心に、銃器マニアの間で人気の定番的な機種を多く製品化している。ヘルメットのマルシン工業（東京都）とは同名異業種の会社である。

## 製品
1960年代より金属製モデルガンを製造していたが、52年規制以降、プラスチック製モデルガンに生産の主力を移し、ブローニングM1910、ワルサーP38、ブローニングハイパワー、S&W M39、ベレッタM84、コルト・ガバメント、モーゼルM712など自動式拳銃のモデルアップが多い。回転式拳銃ではM586、エンフィールドNo.2など特に再現性に優れたモデルもある。また、ACG（アメリカン・コレクターズ・グループ）ブランドの観賞用モデルガン（パットンSAAやゲーリングルガー、ベビー南部など）も製造している。
組み立てキットモデルガン、プラグファイヤーカートリッジ（閉鎖カートリッジ型ブローバックモデルガン）、ガスオペレーション（カート式ブローバックガスガン）などの技術・アイデアをいち早く製品化するなどの先進性もある。
またガンダムのビームライフル、およびウォーカー・ギャリアの専用実体弾型ライフルをモチーフとしたブローバック・モデルガンを販売するといった、当時の遊戯銃業界ではまだ珍しいキャラクター玩具への取り組みもあった。
1980年代後半からはM1カービン、ベレッタM92、MP40、デトニクスなどエアソフトガンの製品もラインナップに加えるようになり、現在も6mmBB弾を用いる非ブローバックのフィクストガスガンMAXI（マキシ）シリーズの他、独自の8mmBB弾シリーズを規格化している。また、東京マルイ、ウエスタンアームズ、マルゼン、タナカワークスなどの競合他大手トイガンメーカーに大きく遅れをとる形となったが、本格的なブローバックガスガンも発表している。2008年には、DUAL MAXIシリーズとしてカート式ブローバックハンドガンのシリーズが復活している。前述のガスオペレーションシリーズでラインナップされていたCz75は、DUAL MAXI第３弾として2009年にリニューアルされた。
かつてはポルシェ・911やハーレーダビッドソンの圧縮ガスで可動するエンジン模型や建設機械の模型も生産していた。近年では遊戯銃だけでなくダイカスト製航空機模型にも力を入れている。

## ロゴ
ファブリックナショナルやスミス&ウェッソンのロゴはそれぞれの社名の略である「FN」、「SW」の字を含むが、これらのメーカーの銃をモデルアップする際に、マルシンはロゴの意匠を真似て自社の「MI」をあしらったロゴを使用することがあった。このうち、ファブリックナショナルタイプのロゴは同社の正式なロゴとなっており、製品全般のパッケージなどに見ることができる。

## 公認モデル
マルシン工業は銃器メーカーの公認モデルが多く存在する。
中には曖昧なものがあるため問題視される場合がある。例えば公認を得る前に生産していた製品をカタログ上で公認モデルと記載していたりする事がある。
特異な例としては、ベレッタ社の商標使用契約期限後、ベレッタ社製品のライセンス生産品を製造するトーラス社と契約して、ベレッタM92Fモデルをトーラス PT92モデルとして販売した事がある。
銃器メーカーの公認モデル以外に、「バット・マスターソン」、「ワイアット・アープ」、「カスター将軍」といった個人から公認を受ける事もある。これは、海外で個人・映画のオフィシャルグッズを販売する業者との関係から実現したものである。「ジョン・ウェイン」の名称が国内では使用出来ないため「駅馬車」モデルという名称を冠した製品もある。それらは、海外の記念館などでは土産物として販売されている。
映画やアニメーションなどの版権を取った製品もあり、過去には機動戦士ガンダムのビームライフルのモデルガン、その金型を流用した戦闘メカ ザブングルのオートマチック5連ライフル、「銀河鉄道999｣の戦士の銃のミニチュアモデルガン、近年では「T2」のソウドオフショットガン、「攻殻機動隊」のトグサの銃などを販売している。
2009年には「CANAAN」とのタイアップも発表されたが、製品化には至らなかった。

## 全日本トイガン安全協会
マルシン工業は長らく日本遊戯銃協同組合 (ASGK) に加盟していたが、2006年の銃刀法改正に伴いASGKを脱退。翌年2007年2月27日に全日本トイガン安全協会 (STGA) を立ち上げ、会長を務めている。